# Kwintus
Kwintus – imię męskie pochodzenia łacińskiego, należące do nielicznej grupy najstarszych imion rzymskich (imion właściwych, praenomen, por. Marek, Tyberiusz, Aulus, Maniusz, Gajusz, Lucjusz, Publiusz, Tytus), oznaczające „piąte dziecko”.
Wśród patronów tego imienia — św. Kwintus, wspominany razem ze św. Symplicjuszem i towarzyszami.
Kwintus imieniny obchodzi 18 grudnia.
Znane osoby noszące imię Kwintus
- Kwintus Kurcjusz Rufus, rzymski historyk i senator
- Kwintus Fabiusz Maksimus, rzymski wódz zwany Kunktatorem
- Kwintus Horacjusz Flakkus, rzymski poeta